# Warlpiri ligero
Warlpiri ligero o warlpiri rampaku es una lengua mixta de Australia, con el warlpiri, el kriol y el inglés australiano como lenguas madre. Documentado por primera vez por la lingüista Carmel O'Shannessy de la Universidad de Michigan, se habla en la comunidad warlpiri de Lajamanu, principalmente por personas menores de 40 años. En 2013, había 350 hablantes nativos de warlpiri ligero, aunque todos ellos hablan el warlpiri tradicional y muchos hablan kriol e inglés.